# Мікорово
Мікорово (пол. Mikorowo) — село в Польщі, у гміні Чарна Домбрувка Битівського повіту Поморського воєводства.
Населення — 230 осіб (2011).
У 1975-1998 роках село належало до Слупського воєводства.

## Демографія
Демографічна структура станом на 31 березня 2011 року:
|          | Загалом | Допрацездатний вік | Працездатний вік | Постпрацездатний вік |
| -------- | ------- | ------------------ | ---------------- | -------------------- |
| Чоловіки | 118     | 21                 | 87               | 10                   |
| Жінки    | 112     | 20                 | 67               | 25                   |
| Разом    | 230     | 41                 | 154              | 35                   |